# 1. deild karla 2009
Mùa giải 2009 của 1. deild karla là mùa giải thứ 55 của bóng đá hạng hai ở Iceland.

## Bảng xếp hạng
| Vị thứ | Đội         | Số trận | Thắng | Hòa | Thua | Bàn thắng | Bàn thua | Hiệu số | Điểm | Ghi chú                     |
| ------ | ----------- | ------- | ----- | --- | ---- | --------- | -------- | ------- | ---- | --------------------------- |
| 1      | Selfoss     | 22      | 15    | 2   | 5    | 53        | 26       | +27     | 47   | Thăng hạng Úrvalsdeild 2010 |
| 2      | Haukar      | 22      | 13    | 5   | 4    | 44        | 28       | +16     | 44   | Thăng hạng Úrvalsdeild 2010 |
| 3      | HK          | 22      | 11    | 3   | 8    | 36        | 28       | +8      | 36   |                             |
| 4      | Fjarðabyggð | 22      | 11    | 3   | 8    | 32        | 33       | -1      | 36   |                             |
| 5      | KA          | 22      | 10    | 5   | 7    | 32        | 24       | +8      | 35   |                             |
| 6      | Þór A.      | 22      | 10    | 1   | 11   | 33        | 35       | -2      | 31   |                             |
| 7      | Leiknir R.  | 22      | 7     | 8   | 7    | 32        | 33       | -1      | 29   |                             |
| 8      | ÍR          | 22      | 9     | 2   | 11   | 40        | 46       | -6      | 29   |                             |
| 9      | ÍA          | 22      | 7     | 7   | 8    | 26        | 27       | -1      | 28   |                             |
| 10     | Víkingur R. | 22      | 7     | 5   | 10   | 36        | 34       | +2      | 26   |                             |
| 11     | Afturelding | 22      | 3     | 7   | 12   | 25        | 45       | -20     | 16   | Xuống hạng 2. deild 2010    |
| 12     | Víkingur Ó. | 22      | 3     | 4   | 15   | 24        | 54       | -30     | 13   | Xuống hạng 2. deild 2010    |

## Danh sách ghi bàn
| Cầu thủ                     | Số bàn thắng | Đội bóng    |
| --------------------------- | ------------ | ----------- |
| Sævar Þór Gíslason          | 19           | Selfoss     |
| Árni Freyr Guðnason         | 16           | ÍR          |
| David Disztl                | 15           | KA          |
| Einar Sigþórsson            | 10           | Þór A.      |
| Jakob Spangsberg Jensen     | 10           | Víkingur R. |
| Jóhann Ragnar Benediktsson  | 10           | Fjarðabyggð |
| Garðar Ingvar Geirsson      | 10           | Haukar      |
| Andri Júlíusson             | 8            | ÍA          |
| Ólafur Hrannar Kristjánsson | 8            | Leiknir R.  |
| Hjörtur Júlíus Hjartarson   | 7            | Selfoss     |
| Albert Ásvaldsson           | 7            | Afturelding |
| Hreinn Hringsson            | 7            | Þór A.      |